# Al Ferguson
Al Ferguson (Condado de Wexford, Irlanda, 19 de abril de 1888 – Long Island, Nova Iorque, EUA, 4 de dezembro de 1971) foi um ator de cinema estadunidense nascido na Irlanda, da era do cinema mudo. Ele atuou em cerca de 300 filmes entre 1912 e 1958, na grande maioria sem aparecer nos créditos.

## Biografia
Nascido na Irlanda, no Condado de Wexford em 1888, Ferguson emigrou para os Estados Unidos, onde trabalhou no cinema. Ele começou a atuar na era muda, em 1912, em um filme produzido pela Selig Polyscope Company, The Whiskey Runners. Em meados de 1920, ele dirigiu quatro filmes em que também foi o protagonista, produzidos por J. J. Fleming Productions, uma pequena empresa independente ativa de 1924 a 1925.
Nos 300 filmes em que atuou, a grande maioria não deu os créditos ao ator, que fazia pequenos papeis. Atuou em grandes filmes, tais como The Hunchback of Notre Dame (1923), Gaslight (1944), Johnny Belinda (1948), East of Eden (1955) e A Place in the Sun (1951), todos atravésd e pequenos papeis não creditados.
A última participação de Ferguson em um filme foi em The Law and Jake Wade, de John Sturges, em 1958, onde fez um pequeno papel não-creditado.
Ele também participou regularmente da série de televisão Sky King, que veiculou entre 1951 e 1962.
Faleceu em Long Island, Nova Iorque em 4 de dezembro de 1971, aos 83 anos, e está sepultado no Forest Lawn Memorial Park, em Glendale.

## Filmografia parcial

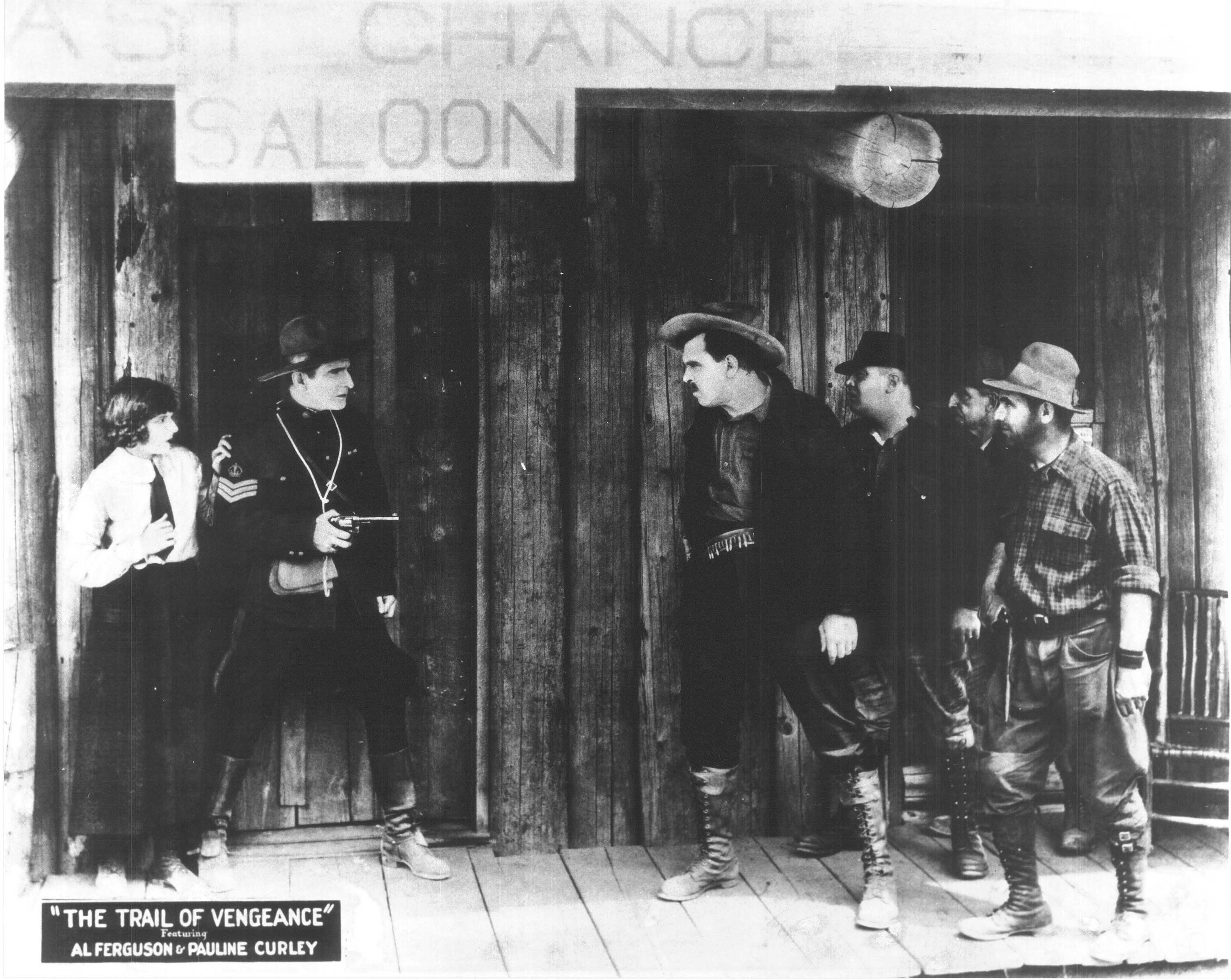
Cena do filme The Trail of Vengeance (1924), dirigido e interpretado por Ferguson, ao lado de Pauline Curley.

### Ator
- The Whiskey Runners (1912)
- Youth's Endearing Charm (1916)
- Miracles of the Jungle (1921)
- The Timber Queen (1922)
- The Hunchback of Notre Dame (1923) (não-creditado)
- The Trail of Vengeance (1924, ator e diretor)
- Officer 444 (1926)
- Haunted Island (1928)
- Tarzan the Mighty (1928)
- The Pirate of Panama (1929)
- Tarzan the Tiger (1929)
- The Lightning Express (1930)
- The Mystery Trooper (1931)
- The Sign of the Wolf (1931)
- The Galloping Ghost (1931) (não-creditado)
- The Airmail Mystery (1932) (não-creditado)
- The Hurricane Express (1932)
- The Lost Special (1932)
- Clancy of the Mounted (1933)
- The Three Musketeers (1933)
- The Phantom of the Air (1933) (não-creditado)
- Pirate Treasure (1934)
- The Vanishing Shadow (1934) (não-creditado)
- The Red Rider (1934)
- Tailspin Tommy (1934) (não-creditado)
- Rustlers of Red Dog (1935) (não-creditado)
- Les Misérables (1935) (não-creditado)
- The Call of the Savage (1935) (não-creditado)
- The Desert Trail (1935)
- The Raven (1935) (não-creditado)
- Crime and Punishment (1935) (não-creditado)
- The Adventures of Frank Merriwell (1936) (não-creditado)
- Flash Gordon (1936) (não-creditado)
- Show Boat (1936) (não-creditado)
- Dick Tracy (1937) (não-creditado)
- Secret Agent X-9 (1937) (não-creditado)
- Wells Fargo (1937)
- Flash Gordon's Trip to Mars (1938) (não-creditado)
- The Spider's Web (1938) (não-creditado)
- Flying G-Men (1939) (não-creditado)
- Balalaika (1939) (não creditado)
- North West Mounted Police (1940)
- The Green Archer (1940) (não-creditado)
- Deadwood Dick (1940)
- White Eagle (1941) (não-creditado)
- Sky Raiders (1941) (não-creditado)
- Dr. Jekyll and Mr. Hyde (1941) (não-creditado)
- Captain Midnight (1942)
- Perils of the Royal Mounted (1942)
- Random Harvest (1942) (não-creditado)
- Reap the Wild Wind (1942) (não-creditado)
- Don Winslow of the Coast Guard (1943) (não-creditado)
- Adventures of the Flying Cadets (1943) (não-creditado)
- The Phantom (1943) (não-creditado)
- Captain America (1944) (não-creditado)
- Gaslight (1944) (não-creditado)
- The Tiger Woman (1944) (não-creditado)
- The Pearl of Death (1944)
- Mrs. Parkington (1944, não-creditado)
- The Picture of Dorian Gray (1945) (não-creditado)
- Sudan (1945) (não-creditado)
- The Master Key (1945) (não-creditado)
- Kitty (1945) (não-creditado)
- The Royal Mounted Rides Again (1945) (não-creditado)
- Rustlers' Hideout (1945)
- Saratoga Trunk (1945) (não-creditado)
- God's Country (1946)
- Son of the Guardsman (1946) (não-creditado)
- The Vigilante: Fighting Hero of the West (1947) (não-creditado)
- Brute Force (1947) (não-creditado)
- Unconquered (1947) (não-creditado)
- Brick Bradford (1947) (não-creditado)
- A Woman's Vengeance (1948) (não-creditado)
- Tex Granger: Midnight Rider of the Plains (1948) (não-creditado)
- Johnny Belinda (1948) (não-creditado)
- The Accused (1949) (não-creditado)
- The James Brothers of Missouri (1949) (não-creditado)
- Samson and Delilah (1949) (não-creditado)
- Alias Nick Beal (1949) (não creditado)
- Union Station (1950 (não-creditado)
- Sunset Boullevard (1950) (não-creditado)
- Frenchie (1950) (não-creditado)
- Dallas (1950) (não-creditado)
- Along the Great Divide (1951)
- A Place in the Sun (1951) (não-creditado)
- Quo Vadis? (1951) (não-creditado)
- Carrie (1952) (não-creditado)
- Million Dollar Mermaid (1952) (não-creditado)
- The Band Wagon (1953) (não-creditado)
- The War of the Worlds (1953) (não-creditado)
- Forbidden (1953) (não-creditado)
- Brigadoon (1954) (não-creditado)
- Riding with Buffalo Bill (1954) (não-creditado)
- East of Eden (1955)[5] (não-creditado)
- Many Rivers to Cross (1955) (não-creditado)
- Strange Lady in Town (1955) (não-creditado)
- Oklahoma! (1955) (não-creditado)
- Perils of the Wilderness (1956)
- Blazing the Overland Trail (1956)
- The Law and Jake Wade (1958)

### Direção
- Shackles of Fear (1924)
- The Trail of Vengeance (1924)
- Phantom Shadows (1925)
- The Fighting Romeo (1925)